# Nelia Novoa
Nelia Novoa (* 20. August 1992 in Hamburg) ist eine deutsche Schauspielerin. 
Sie spielte von 2006 bis 2009 in 6 Folgen an der Seite von Rona Özkan, Vijessna Ferkic, Denis Moschitto und Hilmi Sözer die „Amelie Weidendorf“ in der KI.KA-Kinderkrimiserie Krimi.de.

## Filmografie
- 2005: Die Nacht der großen Flut (Fernsehfilm)
- 2005: Die Rettungsflieger (Fernsehserie, Episode: Giftstachel)
- 2006: Tatort – Pauline (Fernsehreihe)
- 2006: Das Duo (Fernsehserie, Folge: Man lebt nur zweimal)
- 2007: 4 gegen Z (Fernsehserie, 1 Folge)
- 2006–2009: Krimi.de (Fernsehserie)